# Charli XCX
Charlotte Emma Aitchison (Cambridgeshire, Anglaterra, 2 d'agost de 1992), més coneguda com a Charli XCX, és una cantant i compositora britànica.  Nascuda a Cambridge i criada a Start Hill, Essex, la Charli XCX va començar a publicar cançons a Myspace el 2008 abans d'entrar a l'escena rave londinenca. Va signar un contracte de gravació amb Asylum Records el 2010, llançant una sèrie de senzills i mixtapes durant el 2011 i el 2012. Més tard va col·laborar amb el duo suec Icona Pop, amb la cançó "I Love It" convertint-se en el seu primer número 1 al Regne Unit i rebent èxit mundial. El seu àlbum d'estudi debut, True Romance (2013), va ser llançat amb crítiques positives, però no va assolir les expectatives comercials.
El 2014, Charli XCX va aparèixer al senzill "Fancy" d'Iggy Azalea, que es va convertir en un dels senzills més venuts de l'any a tot el món i va rebre nominacions a dos premis Grammy. El mateix any, va llançar "Boom Clap", que es va convertir en el seu primer single en el top 10 en solitari als EUA. El seu segon àlbum d'estudi, el Sucker, influenciat pel punk (2014), va generar els senzills "Break the Rules" i "Doing It". Va començar a treballar al costat de productors associats al col·lectiu britànic PC Music el 2015, desenvolupant un so i una imatge més experimentals. Va llançar l'EP Vroom Vroom (2016) i els mixtapes Number 1 Angel i Pop 2 (tots dos del 2017). El seu tercer àlbum d'estudi, Charli (2019), va produir l'èxit senzill " 1999 ". El seu quart àlbum d'estudi, How I'm Feeling Now (2020), es va fer íntegrament durant els confinaments de la COVID-19 i va rebre elogis de la crítica.
El cinquè àlbum d'estudi de Charli XCX, Crash (2022), es va convertir en el seu primer àlbum número u al Regne Unit i Austràlia. Va contribuir amb el senzill " Speed Drive " com a part de la banda sonora de la pel·lícula Barbie del 2023 . Després va llançar el seu sisè àlbum d'estudi, Brat (2024), amb una gran aclamació de la crítica i una àmplia cobertura mediàtica. Va ser el seu segon àlbum número u del Regne Unit, produint els senzills "360" i "Apple" amb aquest últim arribant al top ten del Regne Unit. L'àlbum de remixes que l'acompanya tenia "Guess" amb Billie Eilish, que es va convertir en el seu primer èxit número u com a artista principal a la llista de singles del Regne Unit. Brat i les seves cançons li van guanyar set nominacions als premis Grammy a la 67a cerimònia anual, inclòs l'Àlbum de l'any.
A més del seu treball en solitari, Charli XCX ha coescrit cançons per a altres artistes, com ara "Beg for It" (2014) d'Iggy Azalea, "Same Old Love" de Selena Gomez (2015), "Tonight" de Blondie ( 2017), la col·laboració de Shawn Mendes i Camila Cabello "Señorita" (2019), i la col·laboració de Sigala i Rita Ora "You for Me" (2021). Va ser guardonada amb el premi ASCAP Global Impact Award el 2024 en reconeixement de les seves contribucions a la música pop, a més d'estar a la llista A100 asiàtica més impactant de 2024 de Gold House, convertint-la en la primera dona del sud d'Àsia d'origen indi britànic a ser homenatjada.

## Vida personal
El juliol del 2025, va contraure matrimoni amb el músic George Daniel, conegut per ser el bateria del grup The 1975.